# 南區 (岡山市)
南區（日语：／ Minami ku */?）是日本岡山縣岡山市的4個區之一，位於岡山市西南部。轄區為原兒島郡、都窪郡、御津郡的各一部分。
南區轄區內超過一半的地區是在江戶時代之後以围垦從兒島灣取得的土地，現主要為農業用途，是中國地方主要的稻作地區。

## 歷史
現在的南區大部分地區在古代是被稱為穴海的海域，而兒島半島在當時則是被稱為「兒島」的島嶼。從江戶時代開始，岡山藩池田氏致力於兒島灣的围垦，才形成現今的南區。

### 年表
- 1931年4月1日：御津郡福濱村被併入岡山市。
- 1950年12月1日：兒島灣的海埔新生地被併入岡山市。
- 1952年4月1日：御津郡芳田村、兒島郡甲浦村被併入岡山市。
- 1954年4月1日：兒島郡小串村被併入岡山市。
- 1971年3月8日：都窪郡妹尾町、福田村被併入岡山市。
- 1971年5月1日：兒島郡興除村被併入岡山市。
- 1975年5月1日：兒島郡藤田村被併入岡山市。
- 2005年3月22日：兒島郡灘崎町被併入岡山市。
- 2009年4月1日：岡山市成為政令指定都市，同時設制南區。

### 區名
2009年岡山市成為政令指定都市前，此區的區名經過公開徵募選拔後，依序為「南區」、「岡南區」、「兒島區」、「西區」、「港區」，最後以排名第一的「南區」作為區名。

## 交通

### 機場
- 岡南飛行場

### 鐵路
- 西日本旅客鐵道
  - ■宇野線（瀨戶大橋線）：（北區） - 備前西市車站 - 妹尾車站 - 備中箕島車站 - （都窪郡早島町 - 倉敷市） - 彥崎車站 - 備前片岡車站 - 迫川車站 - （玉野市）
  - ■本四備讃線（瀨戶大橋線）：（倉敷市） - 植松車站 - （倉敷市）

已停止營運
- 岡山臨港鐵道

## 教育
高等學校
- 岡山縣立岡山芳泉高等學校
- 岡山縣立興陽高等學校
- 岡山中學校・高等學校

特殊學校
- 岡山縣立岡山南支援学校

## 外部連結
- （日語） 官方网站
- OpenStreetMap上有關南區 (岡山市)的地理